# Curtos
Curtos é um gênero da família Lampyridae. O gênero é composto de 19 espécies, sendo todas conservadas.

## Espécies
- Curtos acerra[3]
- Curtos atripennis[4]
- Curtos bilineatus[5]
- Curtos cerea[6]
- Curtos costipennis[7]
- Curtos elongatus
- Curtos flaviceps
- Curtos flavus[8]
- Curtos fulvocapitalis
- Curtos impolitus
- Curtos mongolicus
- Curtos motschulskyi
- Curtos mundulus
- Curtos obscuricolor
- Curtos okinawanus
- Curtos rouyeri
- Curtos ruficollis
- Curtos sauteri
- Curtos variolosus[9]